# 霍氏拟犁头鳐
霍氏擬犁頭鰩（學名：Pseudobatos horkelii），又稱霍氏琵琶鱝，為軟骨魚綱犁頭鰩目犁頭鰩科擬犁頭鰩屬的其中一種，被IUCN列為極危保育類動物，分布於西南大西洋巴西里約熱內盧到阿根廷海域，深度1至150公尺，本魚鼻孔較長，鼻冠橫平或微凸，中列小結節較大，刺狀且多。第一背鰭起點位於腹鰭尖端的後方，與第一背鰭基部齊平。上表面呈均勻的橄欖灰色或巧克力棕色，沒有淺色或深色斑紋。鼻子上有橢圓形的煙灰斑，體長可達138公分，棲息於沿海至大陸棚沙泥底質海域，為底棲性魚類，肉食性，以甲殼類、多毛類、頭足類及硬骨魚為食，卵胎生，生活習性不明，可做為食用魚，由於過度捕撈，近年來捕獲量一直在減少。